# McSherrystown
McSherrystown ist ein Borough in Adams County, Pennsylvania, Vereinigte Staaten. Das U.S. Census Bureau hat bei der Volkszählung 2020 eine Einwohnerzahl von 3.077 ermittelt.

## Geographie
Nach einer Erhebung des United States Census Bureau hat McSherrystown eine Gesamtfläche von 0,5 Quadratmeilen (1,3 km²), und hat keine Wasserflächen innerhalb seiner Grenzen.

## Bevölkerung
Nach dem Census 2000 betrug die Gesamtbevölkerung im Borough 2691 Menschen in 1175 Haushalten, 727 Familien lebten im Borough. Die Bevölkerungsdichte betrug 5138,7 Menschen pro Quadratmeile (1998,1/km²). 97,9 % der Bevölkerung waren Weiße. 
In 29,0 % der Haushalte lebten Kinder unter 18 Jahren. 45,7 % der Haushalte bildeten verheiratete Familien, 11,7 % waren alleinerziehende Frauen und 38,1 % waren nichtfamiliäre Haushalte.
Die Altersstruktur in McSherrystown teilte sich wie folgt auf: 22,3 % der Einwohner waren jünger als 18 Jahre, 8,1 % waren zwischen 18 und 24 Jahren alt, 31,0 % waren zwischen 25 und 44 Jahren alt, 20,4 % waren zwischen 45 und 64 Jahren alt und 18,2 % der Bevölkerung waren über 65 Jahre alt. Dies ergab einen Altersdurchschnitt von 37 Jahren. Auf 100 Frauen kamen 86,6 Männer. 
Das durchschnittliche Haushaltseinkommen im Jahr 2000 betrug 32.286 $ und das durchschnittliche Familieneinkommen 40.089 $.